# Monts de Benjamin
Les monts de Benjamin (ou monts de Beth-El) sont une région de Judée qui s'étend depuis la rivière Shiloh au nord jusqu'au cours supérieur de la rivière Ayalon au sud. Cette zone est l'une des trois régions des monts de Judée (les deux autres sont les monts de Jérusalem et les monts de Hébron). Son point culminant est le mont Baal Hatsor, à 1 016 m d'altitude. Les monts de Benjamin correspondent à l'ancien territoire de la tribu de Benjamin.
La ville centrale est Ramallah. Les localités israéliennes les plus importantes sont Modiin, Modiin Illit et Beit El. La plupart des colonies israéliennes de la région dépendent du conseil régional de Mateh Binyamin.